# Belcrumhaven

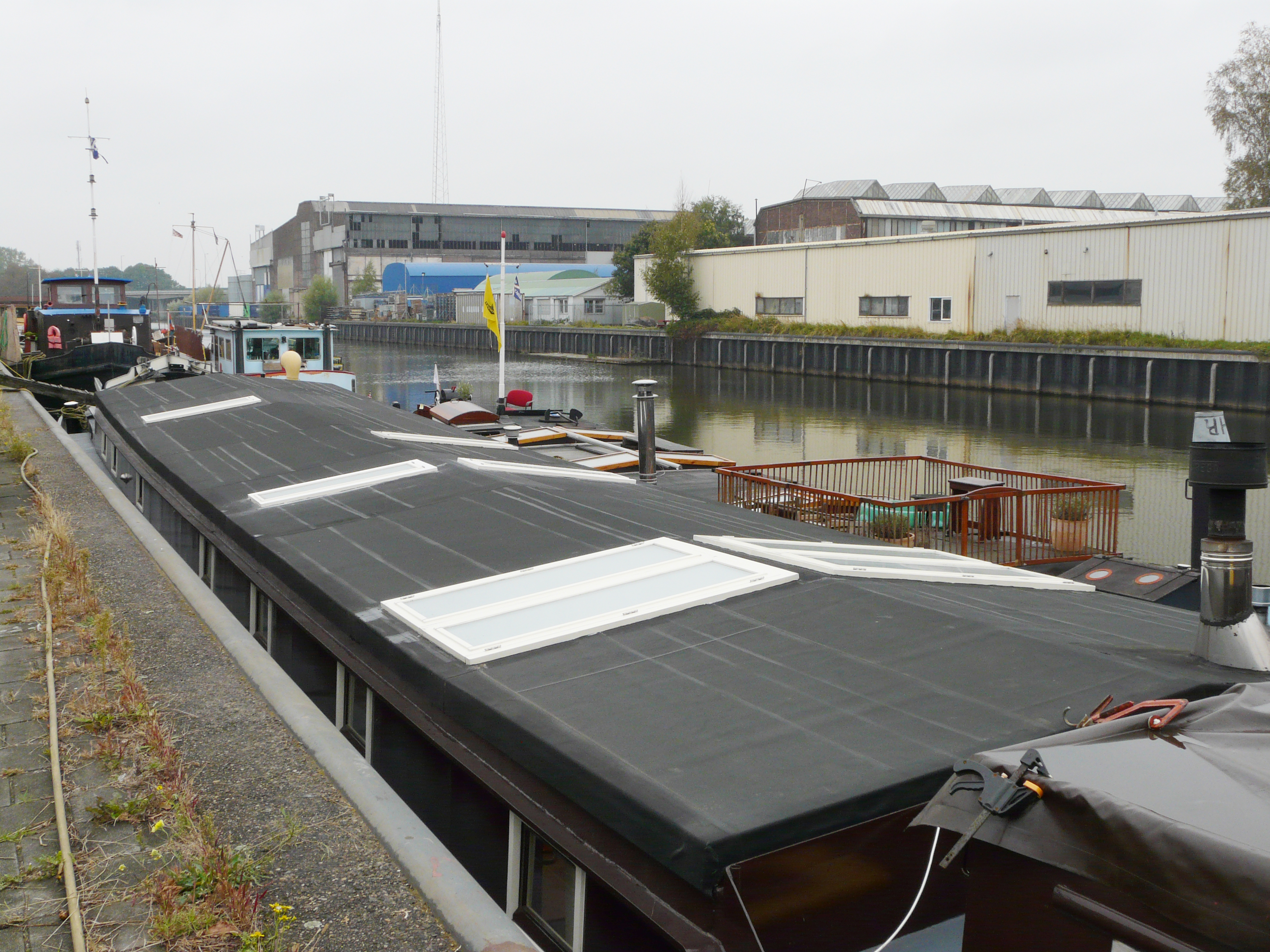
Belcrumhaven

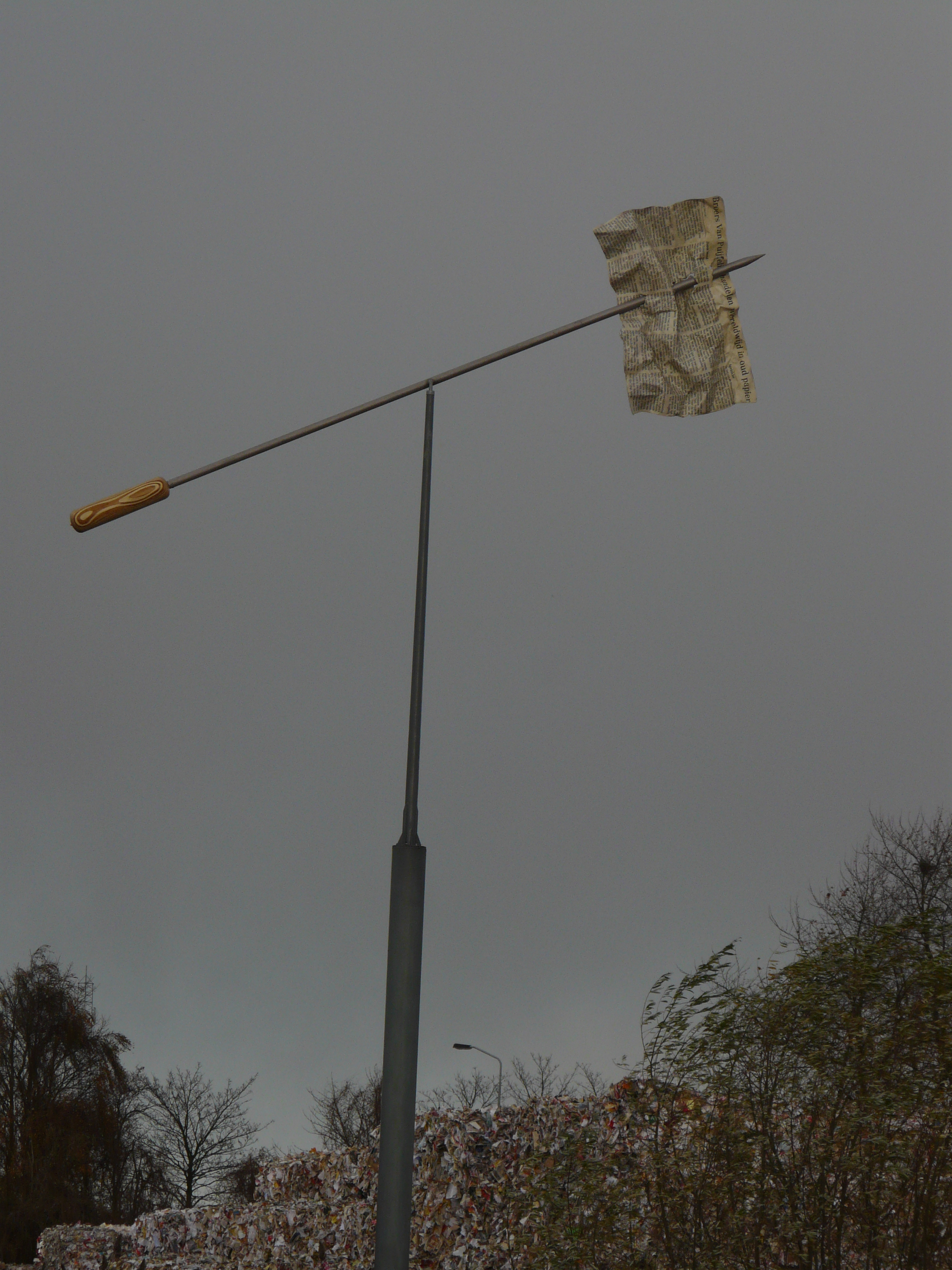
Papierprikker van Marius Boender

Belcrumhaven is een haven bij de Mark bij de Veilingkade in de wijk Belcrum in Breda.
Vroeger was hier de oude veiling van onder meer fruit. Tegenwoordig is er onder andere oud-papierhandelaar A. van Puijfelik gevestigd. Op het terrein bevindt zich het kunstwerk de papierprikker van de Bredase kunstenaar Marius Boender. Vanaf 2010 zal deze omgeving gaan veranderen door de invulling van de nieuwe wijk Havenkwartier in het plan Via Breda.
Dichtbij is de watertoren, het cultureel centrum in de kunstreactor Electron met onder andere KOP en twee supermarkten.

## Externe links

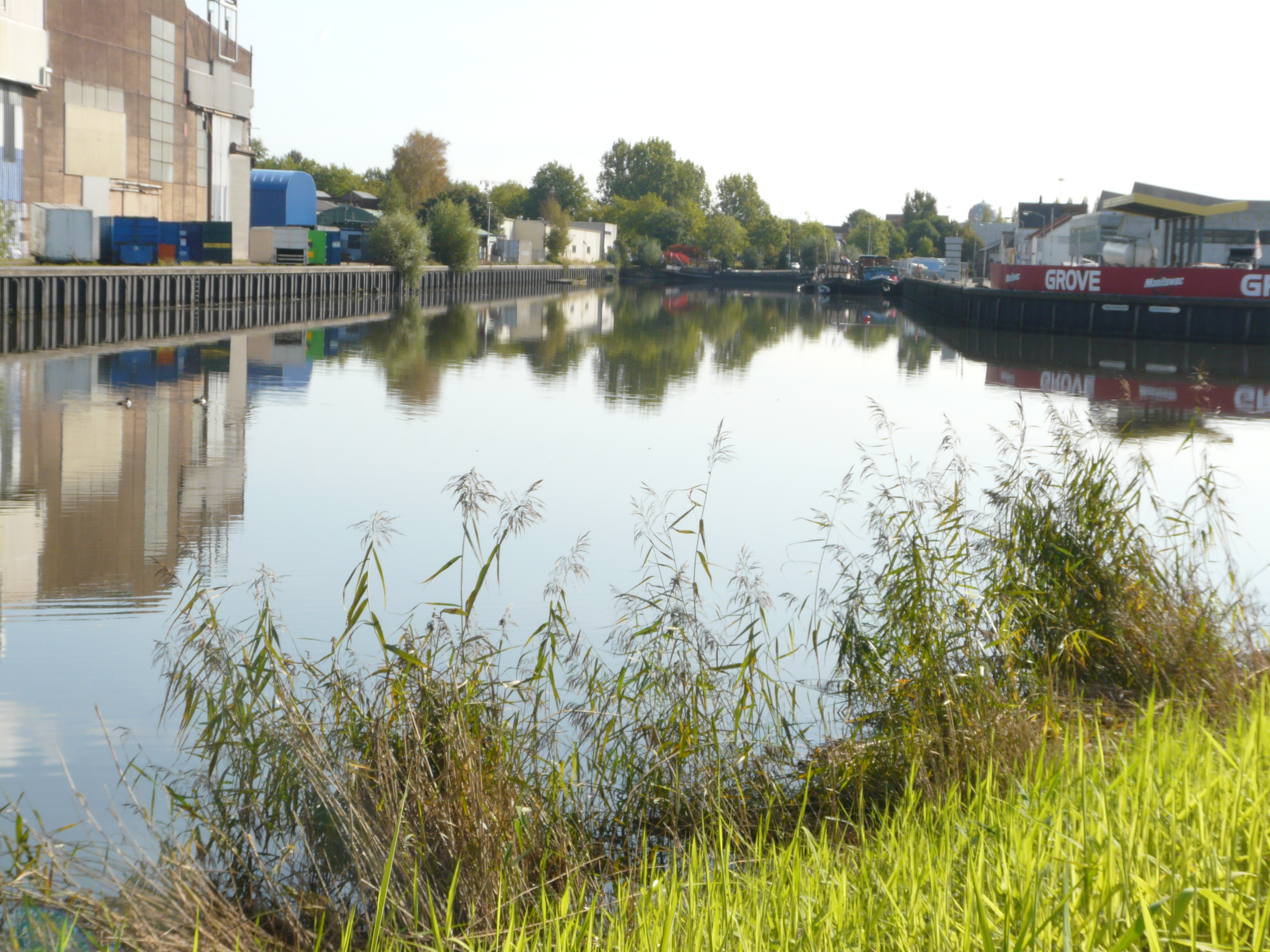
Belcrumhaven